# Ermita de Santa María de Paretdelgada
La Ermita de Santa María de Paretdelgada es un edificio religioso del municipio de La Selva del Campo. La primitiva imagen venerada era una Virgen románica con el Niño en el regazo.

## Historia

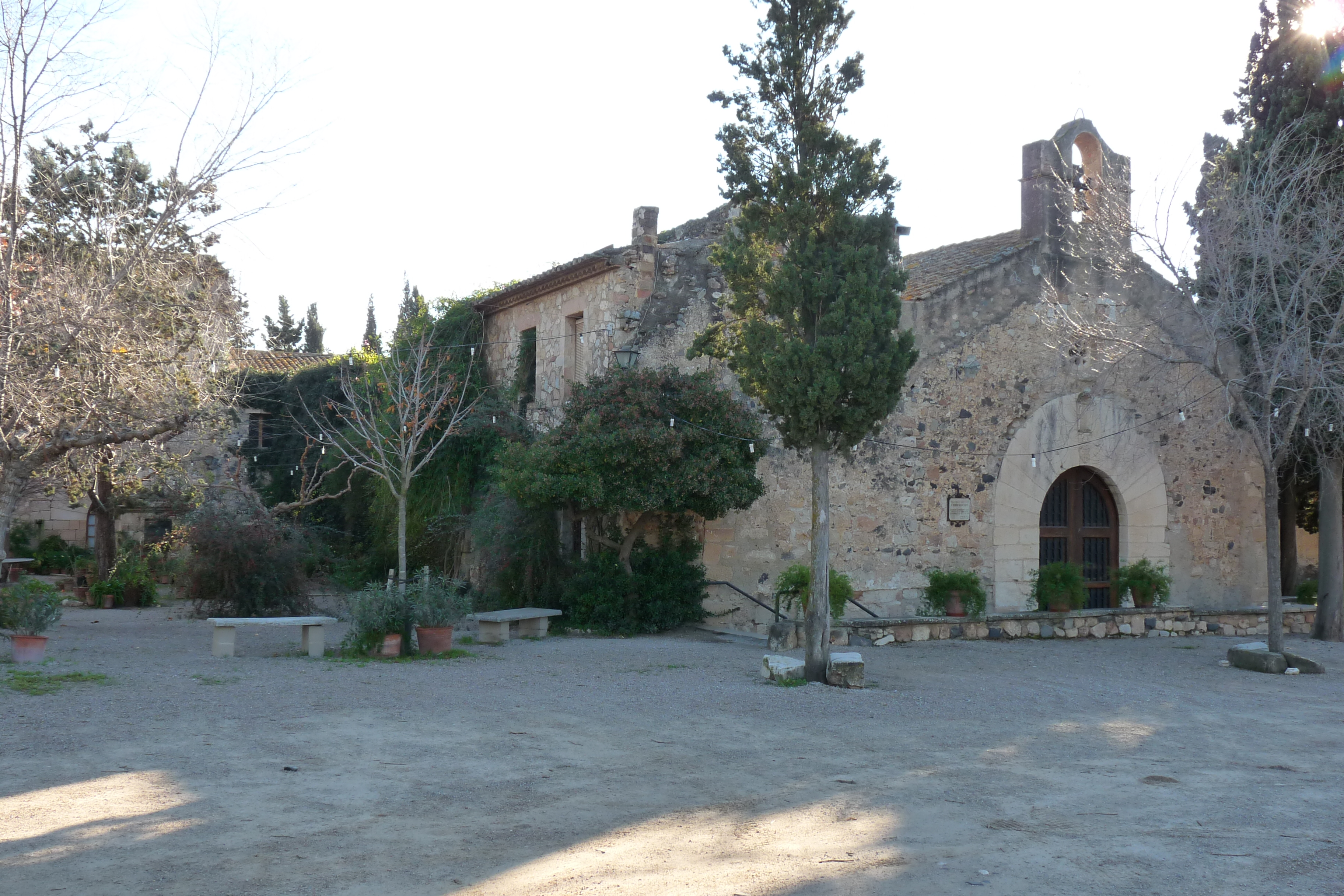
Ermita de Santa María de Paretdelgada.

El nombre probablemente deriva de los restos de una villa romana existente en el lugar que la Carta Puebla de 1165 menciona como Parietes Graciles (paredes gráciles, paredes finas). Según la tradición, no ha sido posible confirmarlo, se estableció una casa de la Orden del Temple procedente del Rourell. La ermita está documentada desde el 1200 y fue restaurada en 1303, en 1313 se construyó la casa del ermitaño. La capilla de la Virgen de la Piedad fue construida en el año 1605. La capilla nueva fue construida entre 1739 y 1746 pero se quemó en 1766, se rehízo posteriormente. En 1936 fue destruida por los anarquistas, reconstruida en 1959. También fue destruido el conjunto de retablos medievales pintados sobre madera y tela (siglo XIV al XVII), de gran valor artístico.
La capilla consta de una nave rectangular que comunica con la capilla del camarín, la decoración es de Josep Grau-Garriga, en su interior tiene ménsulas antropomórficas y capiteles con decoración floral.
El "Aplec de Paret Delgada" (reuniones festivas/populares) se celebró en 1961 y 1964, con un concurso literario y de la canción catalana, pero fue prohibido por el régimen Franquista. Se reanudó a principios de los años 70 y se convirtió en una gran manifestación cívica y cultural.